# Sabaria violacearia
Sabaria violacearia là một loài bướm đêm trong họ Geometridae.